# (21330) Alanwhitman
(21330) Alanwhitman est un astéroïde de la ceinture principale.

## Description
(21330) Alanwhitman est un astéroïde de la ceinture principale. Il fut découvert le 11 janvier 1997 à l'Observatoire de Kitt Peak par le projet Spacewatch. Il présente une orbite caractérisée par un demi-grand axe de 2,59 UA, une excentricité de 0,10 et une inclinaison de 4,3° par rapport à l'écliptique.

## Compléments